# Castilla y León Iberians
Castilla y León Iberians es un equipo profesional de rugby de España con sede en la ciudad de Valladolid.
Participa en el Rugby Europe Super Cup, un torneo para equipos profesionales de naciones en desarrollo.

## Historia
El club fue fundado en 2021 como representante de España en la nueva competencia europea de franquicias profesionales de rugby.
El equipo es una unión entre los tres equipos de Castilla y León que participan en la División de Honor de España, los equipos involucrados fueron los Aparejadores, El Salvador y el VRAC, sumado al apoyo de la Federación Española de Rugby.
En su primera temporada en la liga logró clasificarse para las semifinales, perdiendo por 43 a 40 frente a los georgianos del Black Lion.